# Aptesis habermehli
Aptesis habermehli là một loài tò vò trong họ Ichneumonidae.